# سلطان علي وزير أفخم
سلطان علي وزير أفخم، من مواليد 13 ديسمبر 1862، وتوفي بتاريخ 13 يوليو 1914، هو سياسي إيراني، وثاني رجل تولى رئاسة الوزراء من بتاريخ 21 مارس 1907، وأعفي من منصبه بتاريخ 30 أبريل من نفس السنة.